# BLEACH BEST TUNES
『BLEACH BEST TUNES』（ブリーチ・ベスト・チューンズ）は、アニメ『BLEACH』の主題歌を収録した2作目のコンピレーション・アルバム。2008年12月17日に発売された。第23回日本ゴールドディスク大賞では、アニメーション・アルバム・オブ・ザ・イヤーを受賞している。

## リリース
2008年12月17日に、2009年3月末までの期間限定生産盤としてアニプレックスから発売された。CDには、2006年10月から2008年9月までにテレビアニメ『BLEACH』で使用されたオープニングテーマおよびエンディングテーマと、劇場版の主題歌2曲（「千の夜をこえて」「光のロック」）を含む全14曲が収録された 。付属のDVDには、クレジット入りオープニング映像およびノンクレジットエンディング映像が収録された。また、ボックス仕様のパッケージ、ブックレット、ピンナップセットなどが特典として付属した。

## プロモーション
発売に際し、Sony Music Online Japanでは『BLEACH』によるトップページのサイトジャック企画が実施された。2008年12月16日12時から18日0時（17日深夜）までの36時間限定で、アルバム収録曲14曲のうち13曲のミュージック・ビデオがフルサイズで配信された。

## チャート成績
オリコン週間アルバムランキングには通算17回ランクインし、最高順位は第4位を記録した。

## 受賞
2009年3月2日に日本レコード協会が発表した第23回日本ゴールドディスク大賞において、アニメーション・アルバム・オブ・ザ・イヤーに選出された。同賞の受賞は『BLEACH THE BEST』（第21回）に続いて2作連続であり、アニメ！アニメ！は「テレビアニメ『BLEACH』とその音楽に対する人気の高さを表していそうだ」と伝えている。

## 収録内容
| #         | タイトル                        | 作詞           | 作曲                    | 編曲           | アーティスト             | 時間  |
| --------- | ------------------------------- | -------------- | ----------------------- | -------------- | ------------------------ | ----- |
| 1.        | 「Rolling star」                | YUI            | YUI                     | northa+        | YUI                      | 3:11  |
| 2.        | 「Baby It's You」               | 立田野純       | オオヤギヒロオ          | OCTOPUSSY      | JUNE                     | 3:55  |
| 3.        | 「桜日和」                      | 星村麻衣       | 星村麻衣                | Falsetto de Es | 星村麻衣                 | 4:22  |
| 4.        | 「ALONES」                      | 太志           | 太志                    |                | Aqua Timez               | 4:20  |
| 5.        | 「爪先」                        | たえさん       | いかす                  | オレスカバンド | オレスカバンド           | 3:56  |
| 6.        | 「橙」                          | 橋本絵莉子     | 橋本絵莉子              |                | チャットモンチー         | 3:21  |
| 7.        | 「アフターダーク」              | 後藤正文       | 後藤正文 山田貴洋       |                | ASIAN KUNG-FU GENERATION | 3:15  |
| 8.        | 「種をまく日々」                | 鴨川義之       | 大坂孝之介              | 河野伸         | 中孝介                   | 5:35  |
| 9.        | 「感謝。」                      | RSP Adam Akira | DJ TAKI-SHIT Adam Akira | DJ TAKI-SHIT   | RSP                      | 5:14  |
| 10.       | 「CHU-BURA」                    | 児嶋亮介 jam   | KELUN                   |                | KELUN                    | 4:35  |
| 11.       | 「オレンジ」                    | MIE AILA       | 黒光雄輝                | 黒光雄輝       | Lil'B                    | 5:05  |
| 12.       | 「ギャロップ」                  | suzumoku       | Ohyama"B.M.W"Wataru     | pe'zmoku       | pe'zmoku                 | 4:54  |
| 13.       | 「千の夜をこえて」(Bonus Track) | 太志           | 太志                    |                | Aqua Timez               | 4:51  |
| 14.       | 「光のロック」(Bonus Track)     | 山口隆         | 山口隆                  | サンボマスター | サンボマスター           | 4:03  |
| 合計時間: | 合計時間:                       | 合計時間:      | 合計時間:               | 合計時間:      | 合計時間:                | 60:37 |

| #   | タイトル           | 作詞 | 作曲・編曲 | アーティスト             |
| --- | ------------------ | ---- | ---------- | ------------------------ |
| 1.  | 「Rolling star」   |      |            | YUI                      |
| 2.  | 「Baby It's You」  |      |            | JUNE                     |
| 3.  | 「桜日和」         |      |            | 星村麻衣                 |
| 4.  | 「ALONES」         |      |            | Aqua Timez               |
| 5.  | 「爪先」           |      |            | オレスカバンド           |
| 6.  | 「橙」             |      |            | チャットモンチー         |
| 7.  | 「アフターダーク」 |      |            | ASIAN KUNG-FU GENERATION |
| 8.  | 「種をまく日々」   |      |            | 中孝介                   |
| 9.  | 「感謝。」         |      |            | RSP                      |
| 10. | 「CHU-BURA」       |      |            | KELUN                    |
| 11. | 「オレンジ」       |      |            | Lil'B                    |
| 12. | 「ギャロップ」     |      |            | pe'zmoku                 |